# Општина Напрадеа (Салаж)
Напрадеа (рум. Năpradea) општина је у Румунији у округу Салаж.
Oпштина се налази на надморској висини од 247 m.